# Terroranschlag bei Pahalgam 2025
Der Terroranschlag bei Pahalgam 2025 ereignete sich am 22. April 2025 auf den Baisaran-Wiesen bei Pahalgam in der nordindischen Region Jammu und Kaschmir. Er wurde mutmaßlich von der militanten Gruppe The Resistance Front (TRF) verübt und führte zu mindestens 26 Todesopfern.

## Hintergrund
Jammu und Kaschmir, eine Region im Norden Indiens, ist seit Jahrzehnten Schauplatz von Konflikten zwischen Indien und Pakistan. Die Region ist bekannt für ihre politische Instabilität und die Aktivitäten militanter Gruppen, die entweder die Unabhängigkeit Kaschmirs oder einen Anschluss an Pakistan anstreben. Am 31. Oktober 2019 erfolgte die Aufhebung des bisherigen Sonderstatus von Jammu und Kaschmir; es wurde fortan durch Indien als ein Unionsterritorium verwaltet. Dies führte zu verschärften Spannungen, u. a. weil die indische Regierung verstärkt militärische Kontrolle ausübte.

## Der Anschlag
Am 22. April 2025 ereignete sich der Angriff in der Nähe des beliebten Urlaubsortes Pahalgam, bei dem 25 Touristen und ein Einheimischer getötet und zahlreiche weitere verletzt wurden. Drei Angreifer eröffneten das Feuer auf eine Gruppe von Besuchern, die sich auf den Baisaran-Wiesen befanden, wo sich zum Tatzeitpunkt etwa 1200 Touristen und 300 im Tourismus-Sektor beschäftigte Einheimische aufhielten. Die Schützen sollen absichtlich nur auf Männer geschossen haben. Unter den 26 Opfern befanden sich sowohl indische als auch ausländische Touristen.
Der Anschlag wurde von der militanten Gruppe The Resistance Front (TRF) für sich beansprucht, einer Splittergruppe der islamistischen Terrorgruppe Lashkar-e-Taiba, die bereits in der Vergangenheit für Angriffe in der Region verantwortlich gemacht wurde. TRF lehnt die indische Kontrolle über Kaschmir ab und führt regelmäßig Attacken auf Sicherheitskräfte und Zivilisten durch. Nach Einschätzung von Sicherheitsbehörden wurde der Angriff gezielt während der touristischen Hochsaison ausgeführt, um Angst und Chaos zu verbreiten.

## Reaktionen
Indiens Premierminister Narendra Modi verurteilte den Anschlag als „abscheulich“ und versprach, die Täter zur Rechenschaft zu ziehen. Innenminister Amit Shah reiste in die Region, um die Sicherheitslage zu bewerten und Maßnahmen zu koordinieren. Die indische Armee startete eine großangelegte Operation zur Festnahme der Verantwortlichen und verschärfte die Sicherheitskontrollen in der gesamten Region.
Khawaja Asif, der Verteidigungsminister und ehemalige Außenminister Pakistans, kommentierte, dass der Anschlag „hausgemacht“ sei. In verschiedenen Bundesstaaten gebe es „Revolutionen gegen Indien, nicht einen, nicht zwei, sondern Dutzende, von Nagaland bis Kaschmir, im Süden, in Chhattisgarh und Manipur.“ Überall gebe „es Revolutionen gegen die indische Regierung.“ Asif schloss nicht aus, dass der Anschlag von Indien inszeniert wurde oder eine False-Flag-Operation war und behauptete, dass die The Resistance Front nicht als Täter infrage käme, da sie nicht mehr existieren würde. In einem Interview mit Sky News räumte er ein, dass der pakistanische Staat eine Vorgeschichte hinsichtlich der Finanzierung, Ausbildung und Unterstützung von Terrororganisationen habe und bemerkte dazu, dass Pakistan „über drei Jahrzehnte die Drecksarbeit für die USA und den Westen, einschließlich des Vereinigten Königreiches, übernommen“ habe.
Die internationale Gemeinschaft äußerte sich besorgt über die eskalierende Gewalt. Vertreter der Europäischen Union, der Vereinten Nationen und der USA sprachen ihr Mitgefühl für die Opfer aus und riefen zu einer Deeskalation der Lage auf. Pakistan, das wiederholt wegen seiner mutmaßlichen Unterstützung militanter Gruppen kritisiert wurde, wies jegliche Verbindungen zum Anschlag zurück.

## Auswirkungen
Der Anschlag von Pahalgam gilt als der schwerste Anschlag auf Zivilisten in der Region seit dem Jahr 2000 und führte zu einer unmittelbaren Verschärfung der Sicherheitsmaßnahmen in der Region. Der Tourismus, eine der wichtigsten Einnahmequellen für Jammu und Kaschmir, erlitt einen schweren Rückschlag, da viele Besucher ihre Reisen absagten. Die indische Regierung intensivierte ihre Bemühungen, militante Gruppen in der Region zu bekämpfen, was zu einer weiteren Militarisierung führte. Sicherheitskräfte führten in den darauffolgenden Tagen mehrere Razzien in Verdachtsgebieten durch, um mögliche Täter zu identifizieren. Zudem wurden neue Kontrollpunkte in der Region errichtet, um künftige Angriffe zu verhindern. Es soll in den ersten zwei Tagen seit dem Anschlag zu rund 1500 Verhaftungen gekommen sein. Zudem schloss die indische Regierung eine wichtige Landgrenze zu Pakistan, suspendierte den Indus-Wasservertrag (ein Abkommen über die gemeinsame Nutzung von Wasser) und verwehrte pakistanischen Staatsbürgern die Einreise im Rahmen einer Visumbefreiungsregelung. Indien ordnete außerdem an, dass alle pakistanischen Staatsangehörigen bis zum 29. April 2025 das Land verlassen müssen.
Im Gegenzug schloss Pakistan am 24. April 2025 den Luftraum für indische Flugzeuge, setzte den Handel mit Indien aus, schloss den Wagah-Grenzübergang und wies alle indischen Staatsangehörige im Land an, dieses binnen 48 Stunden zu verlassen. Zudem wurde die Suspendierung aller bilateralen Verträge – darunter des Shimla-Abkommens – angedroht.
Am 7. Mai 2025 beschossen die Streitkräfte Indiens in der von ihnen sogenannten „Operation Sindoor“ mit Raketen neun angebliche Objekte „terroristischer Infrastruktur“ im pakistanisch kontrollierten Teil von Kaschmir und in der benachbarten pakistanischen Region Punjab. Nach pakistanischen Angaben wurden sechs Ziele getroffen, dabei habe es sich jedoch um zivile Einrichtungen gehandelt und es seien 26 Zivilisten getötet worden. Pakistans Premierminister Shehbaz Sharif kündigte dafür Vergeltung an. Die indische Armee teilte zudem mit, durch pakistanischen Beschuss über die sogenannte Kontrolllinie – die de-fakto-Grenze in Kaschmir zwischen den beiden Ländern – hinweg seien im indisch kontrollierten Teil von Kaschmir mindestens drei Zivilisten ums Leben gekommen. Die indische Armee werde auch auf diesen Beschuss in angemessener Weise reagieren. Für pakistanische Meldungen, dass mehrere indische Kampfjets und eine Drohne, die Pakistan angegriffen hätten, abgeschossen worden seien, gibt es bislang keine offizielle indische Bestätigung.